# 藤田電機製作所 (愛知県)
有限会社藤田電機製作所（ふじたでんきせいさくしょ、英: FUJITA DENKI Co.,Ltd.）は、日本の機械設備販売会社。
吸着式ワイドベルトサンダー、CNC加工機、遠心ブロア、真空ポンプー他関連冶具、中古機械(パネルソー、縁取り機等)の機械・設備の販売を行っている。

## 取り扱い品目
- 自動車用ワイヤーハーネスをはじめ建設用機械や家電など、多種多様なハーネスの組立冶具・導通治具・関連設備
- 専用組立機械・設備の輸入販売、開発・販売
- 中古工作機械取扱
- 機械加工品の販売

## 沿革
- 1967年 - 名古屋市熱田区にて藤田電機製作所を設立創業、自動制御盤の製作を開始。
- 1970年 - 愛知県丹羽郡扶桑町（現住所）へ本社移転。
- 1983年 - 現本社社屋完成。
- 1998年 - 協徳機械（上海）有限公司との業務協力、上海駐在開始。
- 2001年 - 中国上海市にて事務所開設。
- 2007年 - 洋藤機電（上海）有限公司設立。
- 2008年 - 専用組立装置の輸入販売を開始。
- 2011年 - 専用組立装置の生産・開発・販売を開始
- 2011年 - 中古機械の取り扱いを開始
- 2012年 - 輸入設備販売開始

## 営業所
洋藤機電貿易（上海）有限公司
〒215332 中国江苏省昆山市花桥镇和丰路333号　通达广场1号楼1208室